# Чоглокова, Мария Симоновна
Графиня Мария Симоновна Чоглокова (1723—1756; в девичестве Гендрикова, во втором браке Глебова) — обер-гофмейстерина, статс-дама при дворе императрицы Елизаветы Петровны.

## Биография
Мария Гендрикова родилась в 1723 году в Кегумсе в семье Симона Леонтьевича Гендрикова и по матери своей Христине Самуиловне Скавронской приходилась родной племянницей Екатерине І Алексеевне и двоюродной сестрой императрице Елизавете Петровне. 

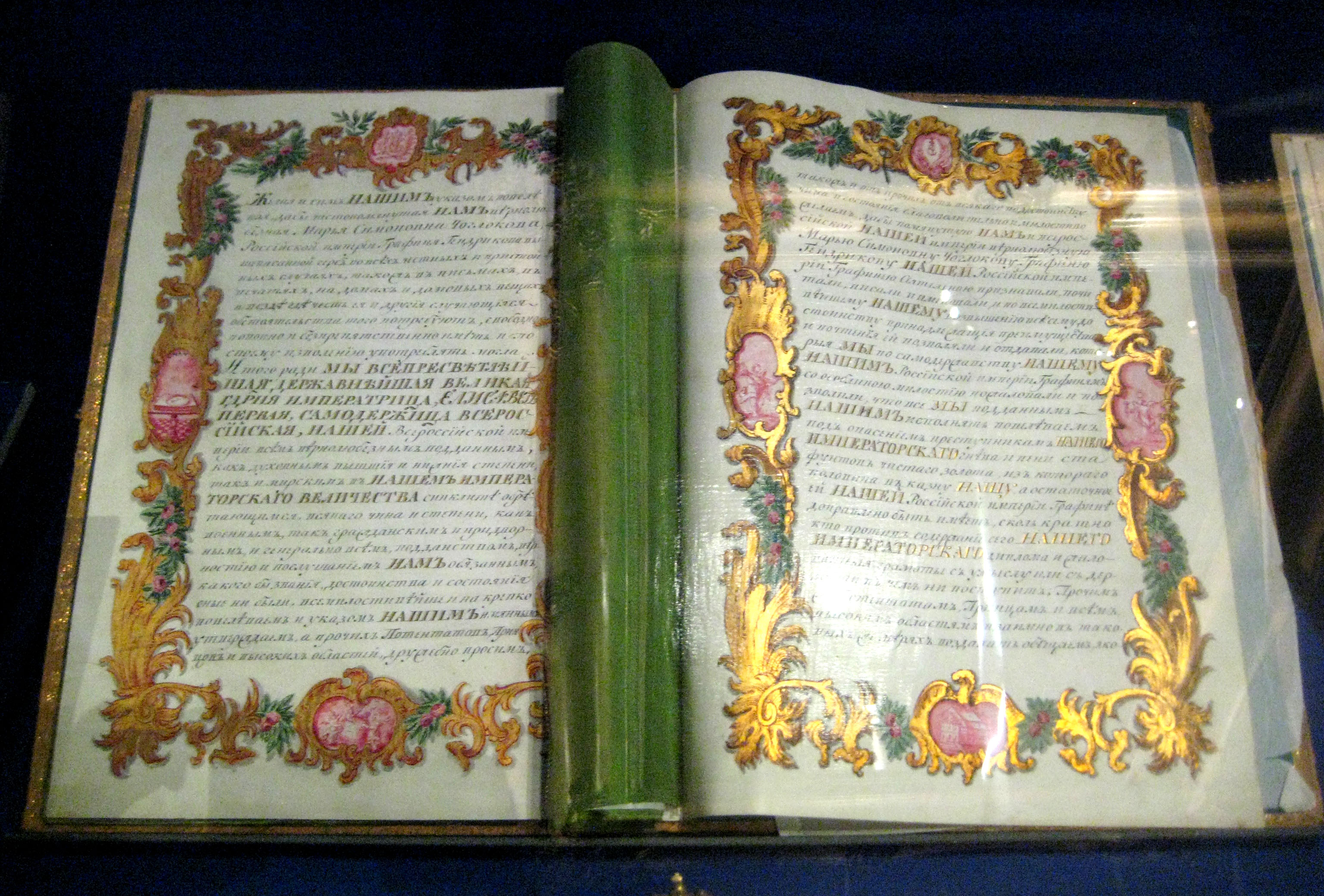
Грамота Елизаветы Петровны о возведении в графское достоинство Марии Симоновны Гендриковой

Вместе со своей младшей сестрой была взята фрейлиной во дворец, где стала любимицей и наперсницей цесаревны Елизаветы. В день коронации Елизаветы Петровны весь род Гендриковых, два брата и две сестры, были возведены в графское достоинство, а 19-летняя Мария Симоновна Гендрикова, сверх того, была вскоре пожалована в статс-дамы. 
В августе 1742 года графиня Мария Симоновна Гендрикова вышла замуж за камергера Николая Наумовича Чоглокова. Молодожёны были поселены во дворце; детей их пеленали андреевскими лентами с плеча императрицы. 
Елизавета Петровна, в заботах своих о престолонаследии и вследствие других соображений, назначила, 26 мая 1746 года, М. С. Чоглокову обер-гофмейстериной при Великой княжне Екатерине, причем Чоглокова была снабжена известной инструкцией. Знатная дама, молодая, красивая, горячо любившая мужа, счастливая мать и верная супруга, следовавшая тогда ещё строгим правилам, Чоглокова должна была служить образцом для Великой Княгини, подвергшейся тогда несправедливым подозрениям. В то же время под видом «придания вящей знатности» положению Великой Княгини, гофмейстерина должна была следовать повсюду за ней и строго следить, чтобы никто не смел обращаться непосредственно к Великой Княгине; все должно было идти через руки ее гофмейстерины. Такая обязанность требовала большого такта и деликатности, но Чоглокова была лишена как того, так и другого, хотя в сущности была женщиною очень доброю. Следуя букве инструкции, она восстановила против себя не только Великую Княгиню, но и всех окружающих придворных, так что Государыня должна была умерить пыл усердной исполнительницы её инструкций. Но при всем своем старании Чоглокова не могла выполнить ни одного пункта инструкции. Как хранительница супружеского согласия, он также обманула надежды Императрицы, и вскоре после смерти мужа навлекла на себя гнев императрицы и была отрешена от должности гофмейстерины 7 февраля 1756 года. 
Получив отставку Чоглокова, будучи уже совсем больная и передвигавшаяся при помощи колясочки, вступила во второй брак с Александром Ивановичем Глебовым, которого из незаметных второстепенных чиновников пожаловали по этому поводу в обер-прокуроры Святейшего синода. 
Умерла 19 (30) марта 1756 года в Санкт-Петербурге от чахотки. Похоронена на Лазаревском кладбище Александро-Невской лавры.

## Семья

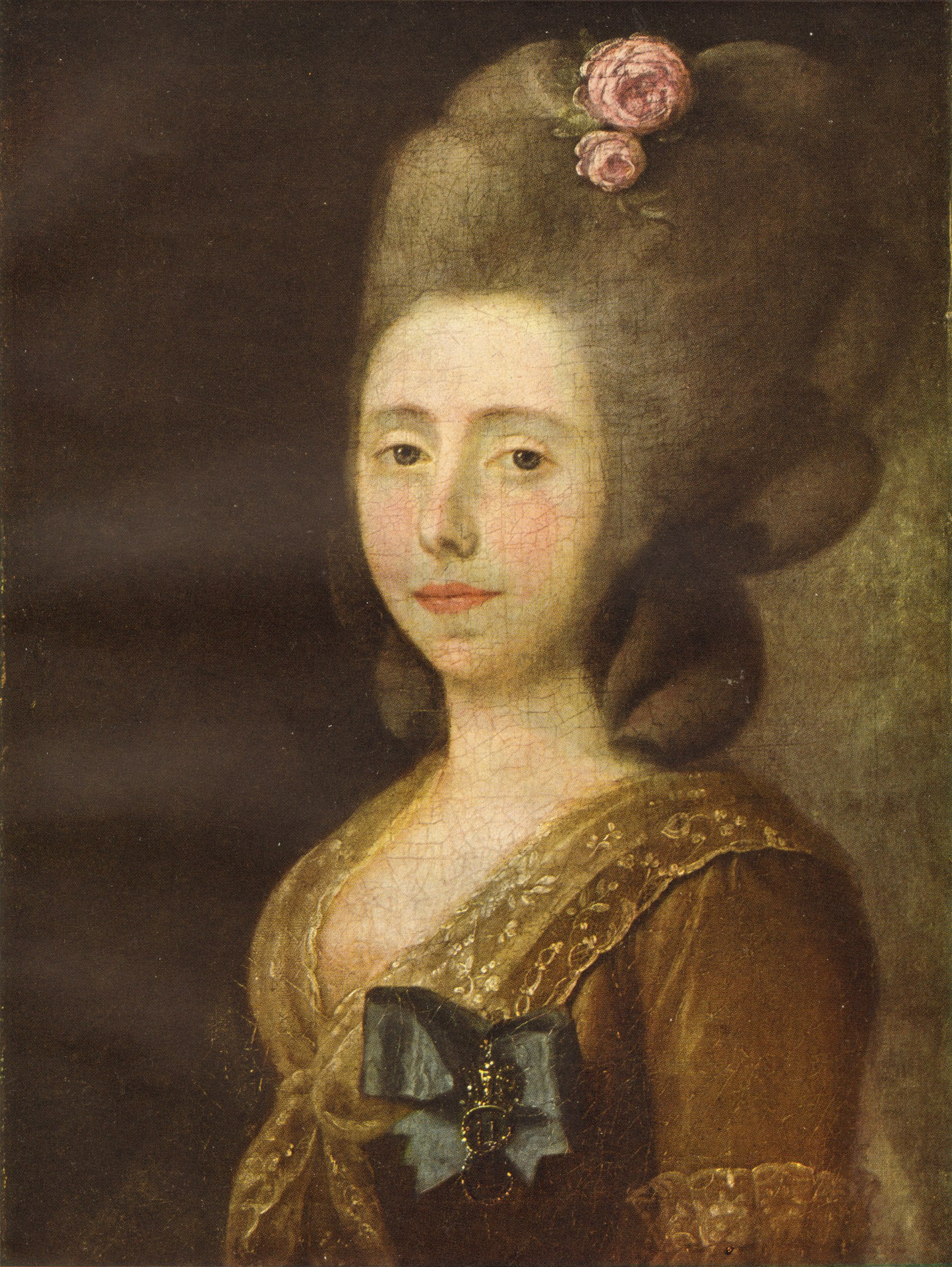
Екатерина Рославлева, дочь

С 1742 года была замужем за Николаем Наумовичем Чоглоковым. Овдовев, вышла замуж за А. И. Глебова, но умерла всего через полтора месяца после свадьбы. У супругов Чоглоковых родились четыре сына и четыре дочери:
- Екатерина (1746—1796), фрейлина, жена генерал-поручика Николая Ивановича Рославлева[8].
- Елизавета (1748—-1771), фрейлина, жена гвардии капитан-поручика Сергея Андреевича Раевского[9].
- Софья (1750—1775), фрейлина, жена генерал-майора Бориса Загряжского, владельца усадьбы Ярополец[10].
- Вера (1752—14.01.1800)[11], фрейлина, пользовалась вниманием великого князя Павла Петровича, по воле императрицы, чтобы удалить её от двора, была выдана замуж за графа Антона Сергеевича Миниха[12]; их дочь была за графом И. И. Морковым.

Все достигшие зрелости сыновья Чоглоковых — троюродные братья Петра III — в царствование его супруги, не терпевшей эту семью, подверглись гонениям по обвинению в разных преступлениях:
- Наум (1743—1798), подполковник, обвинён в намерении сместить командующего и создать для себя государство на Кавказе, лишён дворянства и сослан на вечное поселение в Сибирь[13].
- Симон (1744—1762), поручик конной гвардии Русской императорской армии.
- Николай (1749 — после 1798), офицер, владелец мызы Колтуши, заключён в Шлиссельбургскую крепость за намерение убить ревельского коменданта[14][15]; у него было восемь детей; в их числе — сын Павел.
- Самуил (1751—1792), лейб-гвардии фурьер, в 16 лет за «поносные слова» против императрицы Екатерины бит розгами, позднее разжалован в солдаты и сослан на поселение в Мангазею.